# Baltazaria ornaticeps
Baltazaria ornaticeps là một loài tò vò trong họ Ichneumonidae.